# Нельсон, Алонда
Алонда Нельсон (англ. Alondra Nelson, род. 1968, Бетесда, Мэриленд) — американский политик, писатель и учёный. Она является профессором Школы социальных наук в Институте перспективных исследований, независимом исследовательском центре в Принстоне, штат Нью-Джерси. В настоящее время она является исполняющей обязанности директора Управления научно-технической политики Белого дома (УНТП) и заместителем помощника президента. В 2017—2021 годах она была президентом Совета по исследованиям в области социальных наук, международной исследовательской некоммерческой организации. Ранее она была профессором социологии в Колумбийский университет в Нью-Йорке, где она занимала должность первого декана факультета социальных наук, а также директора Института исследований женщин и гендера. Она начала свою карьеру на факультете Йельского университета.
Нельсон пишет и читает лекции на стыках науки, техники, медицины и социального неравенства. Она является автором или редактором статей, эссе и четырёх книг, в том числе недавней The Social Life of DNA: Race, Reparations, and Reconciliation after the Genome

## Ранняя жизнь и образование
Нельсон получила степень бакалавра наук в области антропологии с большим почётом в Калифорнийском университете в Сан-Диего в 1994 году. Находясь там, она была избрана в Phi Beta Kappa. Она получила степень доктора философии в области американских исследований в Нью-Йоркском университете в 2003 году.

## Карьера
С 2003 по 2009 год она была доцентом и адъюнкт-профессором афроамериканских исследований и социологии в Йельском университете, где она была лауреатом премии Poorvu Award за междисциплинарное превосходство в обучении и преподавателем в Трамбульском колледже. В Йельском университете Нельсон была первой афроамериканкой, поступившей на факультет социологии с момента его основания 128 лет назад.
Нельсон была принята на работу в Колумбийский университет в 2009 году в качестве адъюнкт-профессора социологии и гендерных исследований. Она была первой афроамериканкой, которая работала на кафедре социологии в этом учреждении. В Колумбии она руководила Институтом исследований женщин и гендера, основала Совет женщин, гендера и сексуальности Колумбийского университета и была деканом социальных наук факультета искусств и наук. Будучи деканом, Нельсон возглавила первый процесс стратегического планирования социальных наук в Колумбийском университете, успешно реорганизовал Институт социальных и экономических исследований и политики и помогла создать несколько инициатив, в том числе программу Атлантических стипендиатов за расовое равенство, инициативу Эрика Холдера по гражданским и политическим правам, июньскую программу стипендий в Иордании и Центр турецких исследований Сабанчи. Она покинула факультет Колумбийского университета в июне 2019 года, чтобы занять кафедру Гарольда Ф. Линдера и должность профессора в Институте перспективных исследований.
В феврале 2017 года Совет директоров Совета по исследованиям в области социальных наук объявил о своём выборе Нельсон в качестве четырнадцатого президента и генерального директора организации, сменив Айру Каценельсона. Она была первой афроамериканкой и второй женщиной, возглавившей Совет по исследованиям в области социальных наук (SSRC). Срок пребывания Нельсон на посту президента SSRC закончился в 2021 году и был назван «преобразующим», особенно в области интеллектуальных инноваций и институционального сотрудничества.